# Estadio Antonis Papadopoulos
El Estadio Antonis Papadopoulos (en griego: Στάδιο «Αντώνης Παπαδόπουλος») es un estadio multiusos ubicado en la ciudad de Lárnaca, Chipre. Fue inaugurado en 1986 y posee una capacidad para 10.230 espectadores, es utilizado por el club Anorthosis Famagusta de la Primera División de Chipre.
Lleva el nombre de Antonis Papadopoulos, un destacado atleta, futbolista y combatiente en la Guerra de la Independencia de Chipre fallecido en 1981.

## Historia
El estadio se construyó originalmente en 1983 como campo de entrenamiento para los equipos de Anorthosis. A principios de 1986 se decidió transformarlo en un estadio de fútbol, el cual se inauguró el 12 de octubre de 1986, cuando Anorthosis enfrentó a Ermis Aradippou al que venció por 5–0. 
El estadio fue construido con patrocinio estatal a través de la Organización Deportiva de Chipre (CMO), y alberga las oficinas del club Anorthosis. Tiene el campo de juego con mayores dimensiones de todos los estadios de Chipre (105x70 metros). 
La capacidad inicial del estadio era de unas 6.000 localidades, pero fue aumentando progresivamente hasta las 10.230, después de una importante renovación en 1997, incluyendo la construcción de los Palcos VIP en la parte alta de la grada este, la creación de la grada oeste, nuevos baños, bares, tienda de souvenirs, etc.
Ha sido sede de algunos partidos de la selección de fútbol de Chipre, en donde destaca la victoria de Chipre sobre España por 3–2 en las eliminatorias de la Eurocopa 2000 el 5 de septiembre de 1998.